# Código binario

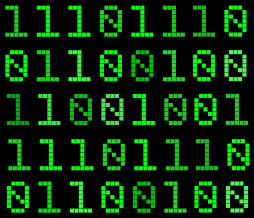
Código binario

El código binario es una codificación usada para la representación de textos, o procesadores de instrucciones de computadora, utilizando el sistema binario (sistema numérico de dos dígitos, o bit: el "0" y el "1"). En informática y telecomunicaciones, el código binario se utiliza  en la codificación de datos, tales como cadenas de caracteres, o cadenas de bits. Por ejemplo en el caso de un CD, las señales que reflejarán el "láser" que rebotará en el CD y será recepcionado por un sensor de distinta forma indicando así, si es un cero o un uno.
En un código binario de ancho fijo, cada letra, dígito, u otros símbolos, están representados por una cadena de bits de la misma longitud, como un número binario que, por lo general, aparece en las tablas en notación octal, decimal o hexadecimal.
El código binario, utilizado en computadoras digitales, está basado en un sistema numérico binario en el que solo hay dos estados posibles: apagado y encendido, generalmente simbolizados por 0 y 1 respectivamente. Mientras que en un sistema decimal, que emplea 10 dígitos, cada posición de dígito representa una potencia de 10 (100, 1000, etc.), en un sistema binario cada posición de dígito representa una potencia de 2 (4, 8, 16, etc.). Una señal de código binario es una serie de pulsos eléctricos que representan números, caracteres y operaciones a realizar. Un dispositivo llamado reloj envía pulsos regulares y componentes como los transistores se encienden (1) o se apagan (0) para pasar o bloquear los pulsos. En código binario, cada número decimal (0–9) está representado por un conjunto de cuatro dígitos binarios o bits. Las cuatro operaciones aritméticas fundamentales (suma, resta, multiplicación y división) se pueden reducir a combinaciones de operaciones algebraicas booleanas fundamentales en números binarios.
Según Anton Glaser, en su History of Binary and other Nondecimal Numeration, comenta que los primeros códigos binarios se utilizaron en el año 1932: C.E. Wynn-Williams ("Scale of Two"), posteriormente en 1938: Atanasoff-Berry Computer, y en 1939: Stibitz ("excess three") el código en Complex Computer.
Es frecuente también ver la palabra bit referida bien a la ausencia de señal, expresada con el dígito "0", o bien referida a la existencia de la misma, expresada con el dígito "1".
El byte es un grupo de 8 bits, es decir en él tenemos 256 posibles estados binarios.

## Características del código binario

### Ponderación del código binario
La mayoría de los sistemas de numeración actuales son ponderados, es decir, cada posición de una secuencia de dígitos tiene asociado un peso. El sistema binario es, de hecho, un sistema de código de numeración posicional ponderado. Sin embargo, algunos códigos binarios, como el código Gray no son ponderados es decir, no tienen un peso asociado a cada posición. Otros, como el mismo código binario natural o el BCD natural sí lo son.

### Distancias
La distancia es una característica solo aplicable a las combinaciones binarias. La distancia entre dos combinaciones es el número de bits que cambian de una a otra. Por ejemplo: si se tienen las combinaciones de cuatro bits 0010 y 0111 correspondientes al 2 y al 7 en binario natural, se dirá que la distancia entre ellas es igual a dos ya que de una a otra cambian dos bits.
Además, con el concepto de distancia se puede definir la distancia mínima de un código. Esta no es más que la distancia menor que haya entre dos de las combinaciones de ese código.
La distancia es una característica que, además, solo se aplica a las combinaciones binarias. En resumen, la distancia entre dos combinaciones es el número de bits que cambian de una a otra.

### Autocomplementariedad
Se dice que un código binario es autocomplementario cuando el complemento a 9 del equivalente decimal de cualquier combinación del código puede hallarse invirtiendo los valores de cada uno de los bits (operación lógica unaria de negación) y el resultado sigue siendo una combinación válida en ese código. Esta característica se observa en algunos códigos BCD, como el código Aiken o el código BCD exceso 3. Los códigos autocomplementarios facilitan las operaciones aritméticas.
En un código binario de ancho fijo, cada letra, dígito, u otros símbolos, están representados por una cadena de bits de la misma longitud, como un número binario que, por lo general, aparece en las tablas en notación octal, decimal o hexadecimal.